# Margaretta Eagar
Margaretta (ou Margarida) Alexandra Eagar (1863 — 1936), foi uma irlandesa que foi babá das quatro filhas do Imperador Nicolau II e da Imperatriz Alexandra Feodorovna da Rússia, as Grã-Duquesas Olga; Tatiana; Maria; e Anastasia—conhecidas coletivamente como OTMA—entre 1898 a 1904.
Em 1906, ela escreveu um livro de memórias intitulado Seis Anos na Corte Russa sobre o seu tempo com a família imperial.

## Biografia

### Início da vida
Eagar nasceu em Limerick, Irlanda, em 12 de agosto de 1863. Ela foi uma das dez crianças nascidas de um casal de protestantes, Francisco McGillycuddy Eagar e Francisca Margarida de Holden. Ela foi treinada como uma enfermeira em Belfast e trabalhou como diretora de um orfanato.

### Governanta da família imperial russa

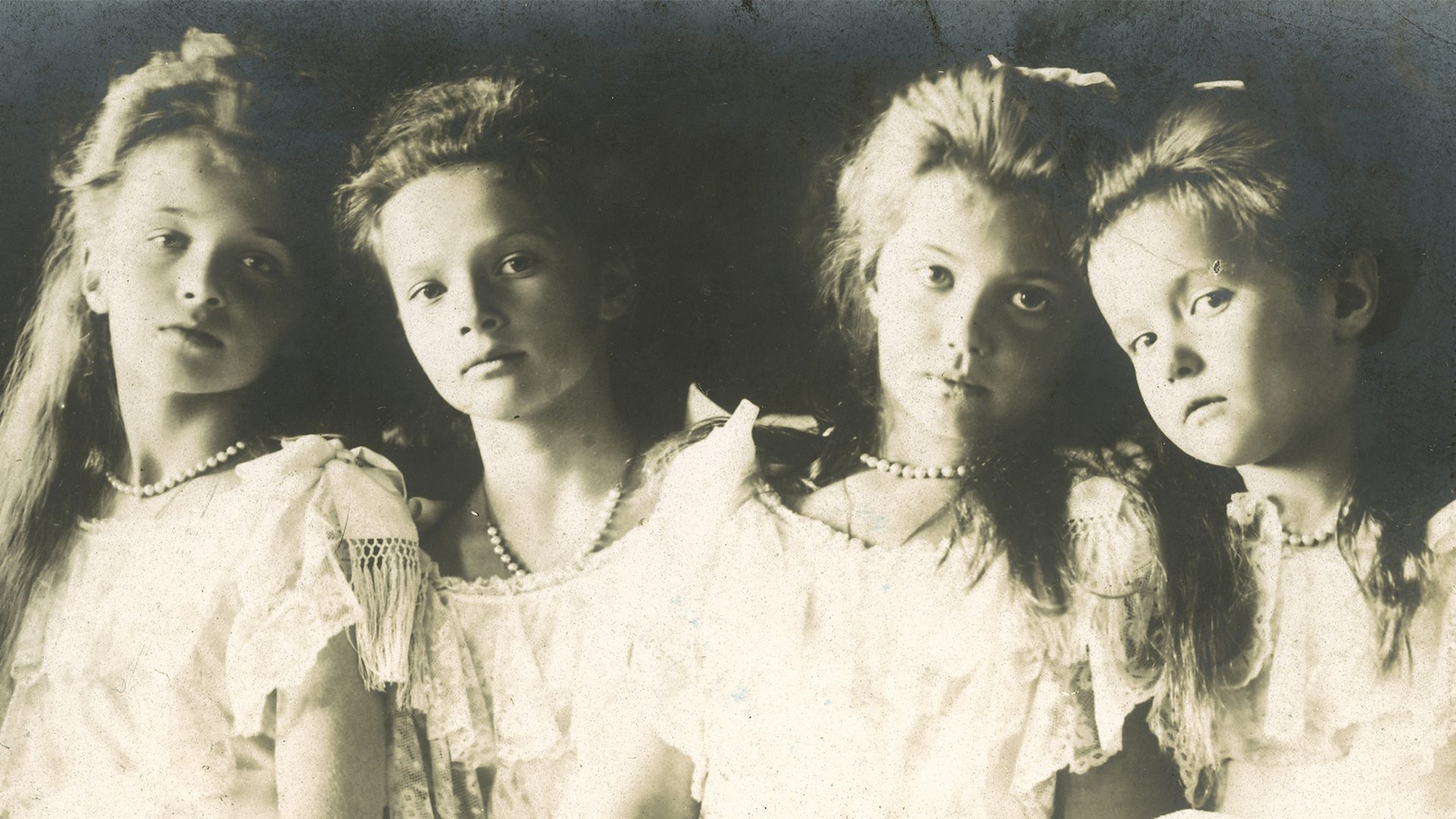
Da esquerda para a direita, as grã-duquesas Olga, Tatiana, Maria e Anastasia Nikolaevna, em 1906.

Eagar foi nomeada enfermeira das filhas de Nicolau II, em 1898, e permaneceu com eles até 1904. A grã-Duquesa Olga Alexandrovna, uma tia das meninas mais tarde descreveu Eagar como uma grande amante da política. Como uma criança, Maria, uma vez escapou de sua banheira e correu nua para cima e para baixo pelos corredores do palácio enquanto Eagar discutia o Caso Dreyfus com um amigo. "Felizmente, eu cheguei nesse momento, a peguei e a levei de volta a Eagar, que estava ainda falando sobre Dreyfus", lembrou a grã-Duquesa.
As quatro grã-duquesas começaram a aprender inglês através de Eagar e, em 1904, por meio da qual o tempo Eagar tinha deixado a Corte Imperial—tinha desenvolvido um ligeiro um sotaque hiberno-inglês em sua pronúncia. Em 1908, o tutor inglês Charles Sydney Gibbes foi trazido para "corrigir" isto.
Eagar, que gostava de todas as quatro grã-duquesas, escreveu em seu livro que ela deixou a corte russa por motivos pessoais. No entanto, era possível tenha sido demitida devido à tensa situação política que cercam a Guerra Russo-Japonesa, visto que o Reino Unido em grande parte ficou do lado de Japão.

### Fim da vida
Eagar recebeu uma pensão do governo russo, por sua vez, como uma enfermeira. Ela trocou cartas com as grã-duquesas descrevendo seu trabalho como uma governanta para outras famílias, até o assassinato da família imperial em julho de 1918. Membros de sua família afirmaram que ela ficou assombrada pelo brutal assassinato da família imperial russa pelo resto de sua vida. Anos mais tarde, ela correu uma casa de embarque , que foi um fracasso e deixou-a em dívida. Ela morreu em uma casa de repouso em 1936, com a idade de 73.